# Daschtschoinchorlon Chiid

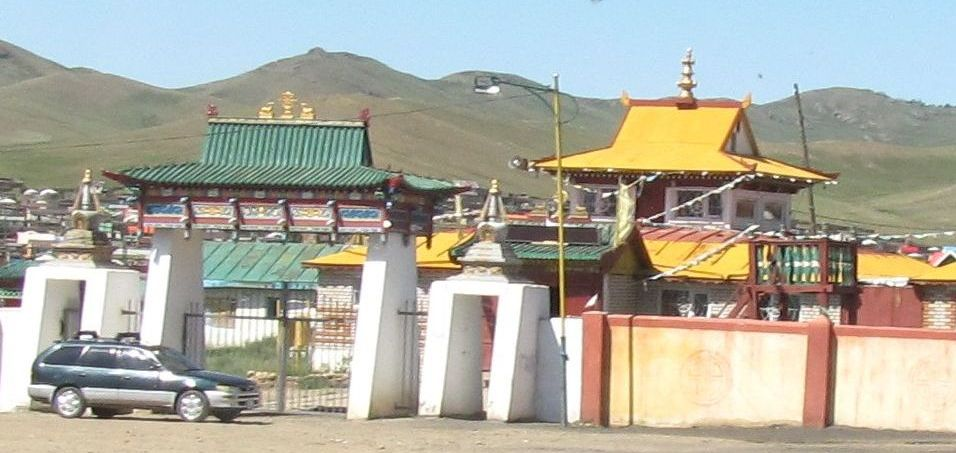
Daschtschoinchorlon Chiid

Daschtschoinchorlon Chiid mongolisch Дашчойнхорлон хийд ist ein buddhistisches Kloster in der Stadt Dsuunmod, dem Hauptort des Zentralaimags der Mongolei. Es befindet sich rund 700 Meter östlich des Stadtzentrums, 1529 m. ü. d. M. und 43 Kilometer südlich der Hauptstadt Ulaanbaatar.
1937 wurde das Kloster während des stalinistischen Terrors in der Mongolei zerstört. Die Neugründung erfolgte zu Beginn der 1990er Jahre. Der Wiederaufbau wurde ausschließlich durch Spenden finanziert. Im Gegensatz zu dem größeren und bekannteren Kloster Mandschir Chiid, das wenige Kilometer außerhalb Zuunmods liegt, dient es heute wieder religiösen Zwecken und wird wieder von Mönchen bewohnt. Die im lamaistischen Buddhismus üblichen Zeremonien beginnen täglich gegen 11 Uhr.